# Naiktha Bains
Naiktha Kaur Bains (Leeds, 17 december 1997) is een tennisspeelster uit Engeland en Australië. Bains begon op zesjarige leeftijd met tennis. Toen zij acht jaar oud was, verhuisde zij met haar vader van Indiase origine van Engeland naar Brisbane. Zij heeft een dubbel paspoort. In het tennis kwam Bains in eerste instantie uit voor Australië, sinds april 2019 voor het Verenigd Koninkrijk. Haar favoriete ondergrond is hardcourt en gras. Zij speelt rechtshandig en heeft een tweehandige backhand. Zij is actief in het internationale tennis sinds 2012.

## Loopbaan
In 2014 werd Bains via een wildcard toegelaten tot het vrouwendubbelspel van het Australian Open, samen met de Australische Olivia Tjandramulia, waarmee zij haar grandslamdebuut had.
In april 2019 schakelde zij over naar de Britse nationaliteit. Op Wimbledon 2019 speelde zij via een wildcard, samen met de Britse Naomi Broady.
Op Wimbledon 2022 won Bains haar eerste grandslampartij, aan de zijde van de Britse Maia Lumsden. In 2023 bereikten zij op Wimbledon de kwartfinale – daarmee maakte Bains haar entrée tot de top 100 van de wereldranglijst.
Bains stond in 2023 voor het eerst in een WTA-finale, op het WTA 125-toernooi van Kozerki, samen met de Britse Maia Lumsden – zij verloren van het koppel Katarzyna Kawa en Elixane Lechemia.

## Posities op deWTA-ranglijst
Positie per einde seizoen:
| jaar | rang enkelspel | rang dubbelspel |
| ---- | -------------- | --------------- |
| 2012 | 980            | 1159            |
| 2013 | 1041           | 1236            |
| 2014 | 713            | 1103            |
| 2015 | 630            | 836             |
| 2016 | 445            | 325             |
| 2017 | 379            | 198             |
| 2018 | 307            | 139             |
| 2019 | 292            | 205             |
| 2020 | 242            | 218             |
| 2021 | 290            | 289             |
| 2022 | 342            | 220             |
| 2023 | 386            | 98              |

## Palmares
| Legenda                 |
| ----------------------- |
| Grandslamtoernooi       |
| Olympische Spelen       |
| Year-End Championships  |
| Premier Mandatory       |
| Premier Five / WTA 1000 |
| Premier / WTA 500       |
| International / WTA 250 |
| Challenger / WTA 125    |

### WTA-finaleplaatsen enkelspel
geen

### WTA-finaleplaatsen vrouwendubbelspel
| nr.              | finale     | toernooi    | ondergrond | partner      | tegenstandsters                 | score    |         |
| ---------------- | ---------- | ----------- | ---------- | ------------ | ------------------------------- | -------- | ------- |
| gewonnen finales |            |             |            |              |                                 |          |         |
| geen             |            |             |            |              |                                 |          |         |
| verloren finales |            |             |            |              |                                 |          |         |
| 1.               | 2023-08-11 | WTA Kozerki | hardcourt  | Maia Lumsden | Katarzyna Kawa Elixane Lechemia | 3-6, 4-6 | details |
| 2.               | 2024-04-21 | WTA Rouen   | gravel (i) | Maia Lumsden | Tímea Babos Irina Chromatsjova  | 3-6, 4-6 | details |

## Resultaten grandslamtoernooien
| Legenda | Legenda                          |
| ------- | -------------------------------- |
| g.t.    | geen toernooi gehouden           |
| l.c.    | lagere categorie                 |
| –       | niet deelgenomen                 |
| G       | uitgeschakeld in de groepsfase   |
| 1R      | uitgeschakeld in de eerste ronde |
| 2R      | uitgeschakeld in de tweede ronde |
| 3R      | uitgeschakeld in de derde ronde  |
| 4R      | uitgeschakeld in de vierde ronde |
| KF      | uitgeschakeld in de kwartfinale  |
| HF      | uitgeschakeld in de halve finale |
| F       | de finale verloren               |
| W       | het toernooi gewonnen            |
| w-v     | winst/verlies-balans             |

### Enkelspel
geen deelname

### Vrouwendubbelspel
| Australian Open | 1R | 1R | 1R | 1R | 1R | –  | –  | –  |
| Roland Garros   | –  | –  | –  | –  | –  | –  | –  | –  |
| Wimbledon       | –  | –  | –  | –  | 1R | 1R | 2R | KF |
| US Open         | –  | –  | –  | –  | –  | –  | –  | –  |